# چمن جنگلی
چمن جنگلی (نام علمی: Poa nemoralis) نام یک گونه از سرده چمن‌ها است.